# Holbein (cráter)
Holbein es un cráter de impacto de 115 km de diámetro del planeta Mercurio. Debe su nombre al pintor alemanes Hans Holbein el Viejo (c. 1465-1524) y Hans Holbein el Joven  (c. 1497-1543) y su nombre fue aprobado por la  Unión Astronómica Internacional en 1979.